# Götzis
Götzis – gmina targowa w zachodniej Austrii, w kraju związkowym Vorarlberg, w powiecie Feldkirch. Leży ok. 530 km na zachód od Wiednia. Znana jest przede wszystkim z organizacji najwyższej rangi zawodów – Hypo-Meeting w dziesięcioboju oraz siedmioboju lekkoatletycznym.

## Demografia

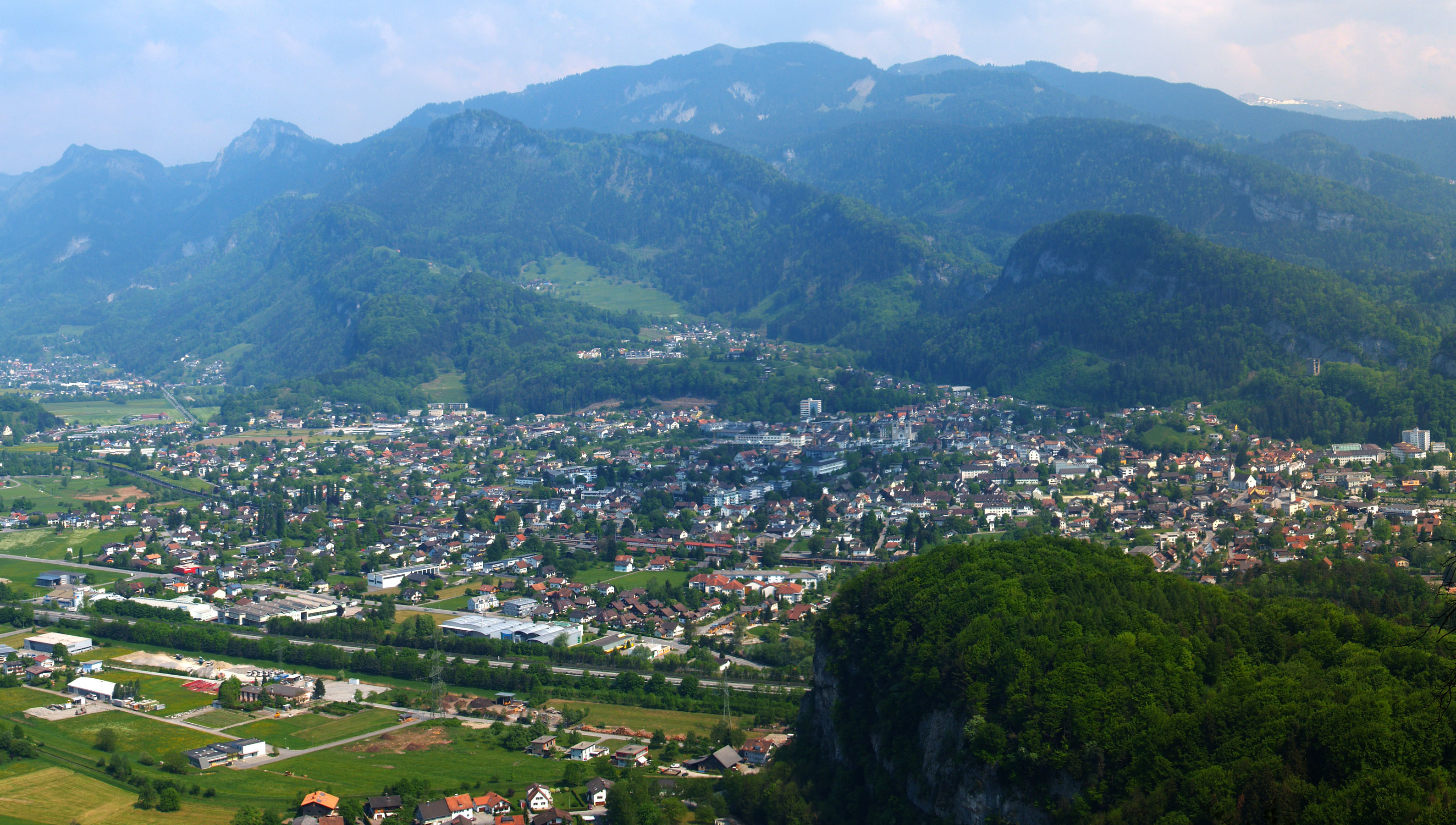
Panorama Götzis

Liczba ludności w kolejnych latach:
- 1971 - 8 292
- 1981 - 8 735
- 1991 - 9 512
- 2001 - 10 097
- 2004- 10 443